# Lifan 320
O 320 é um automóvel compacto produzido pela Lifan. É conhecido por ser superficialmente semelhante ao Mini Cooper. É vendido na China e em vários mercados de exportação, incluindo Peru, e na Rússia, onde é conhecido como o Smiley Lifan.
Possui motor 1.3 16V de 88 cv, equipado com câmbio manual ou automático de 5 marchas, disputa o segmento de compactos premium.
A partir de 2011 passou a contar com versão equipada com transmissão continuamente variável (Câmbio CVT).

## Galeria

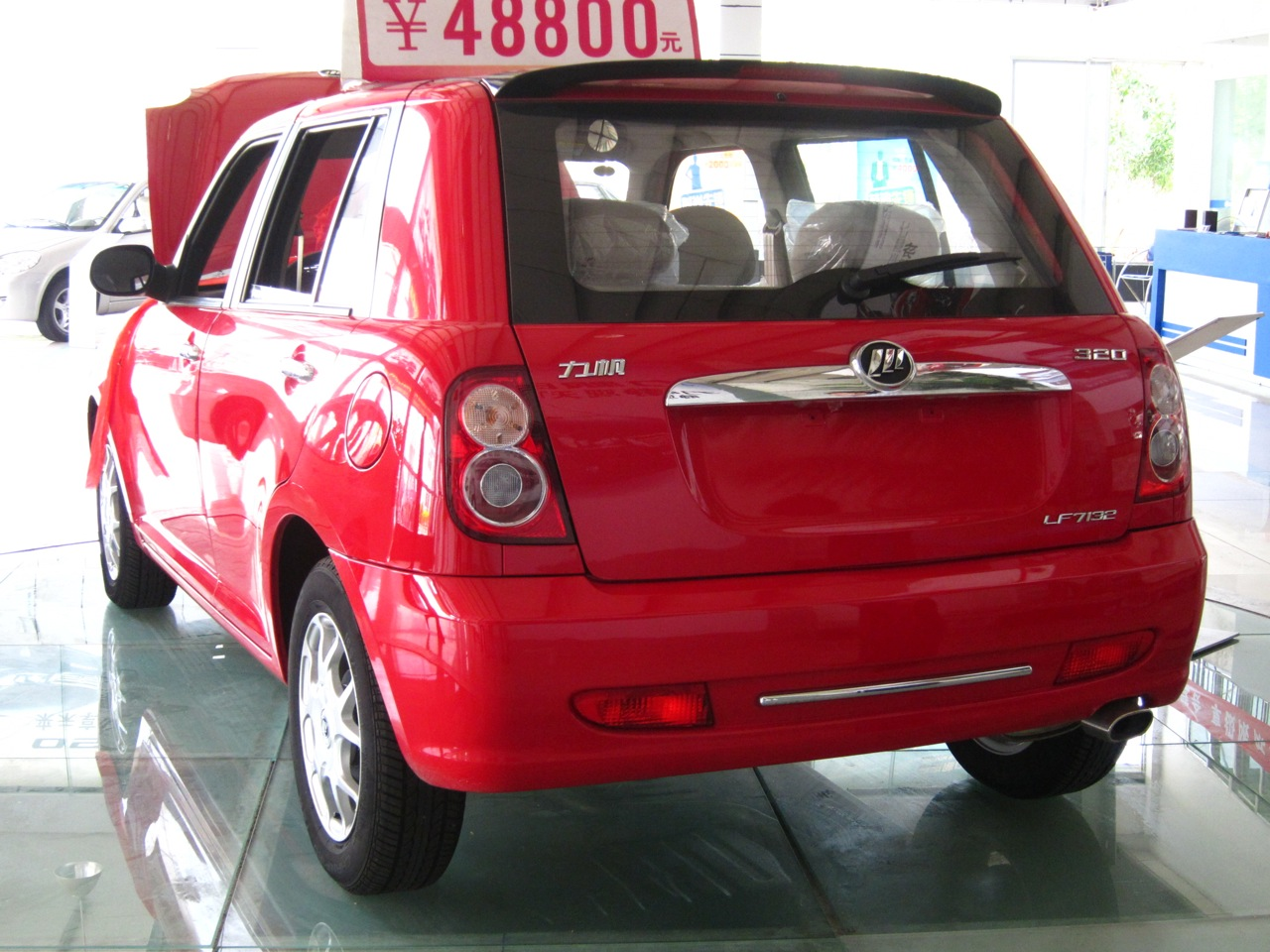
Lifan 320 2010.
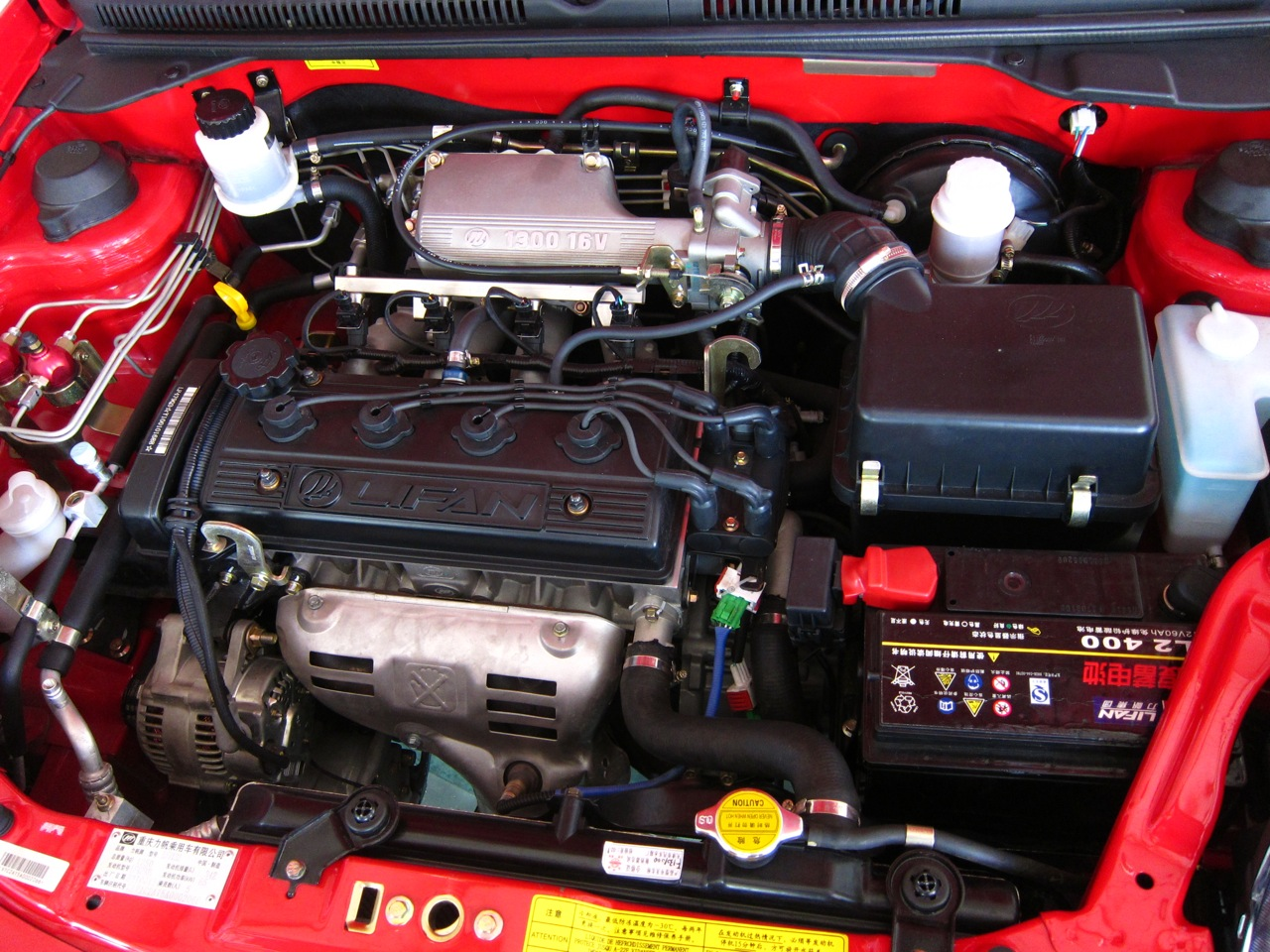
Lifan 320 1.3L 16V 2010.
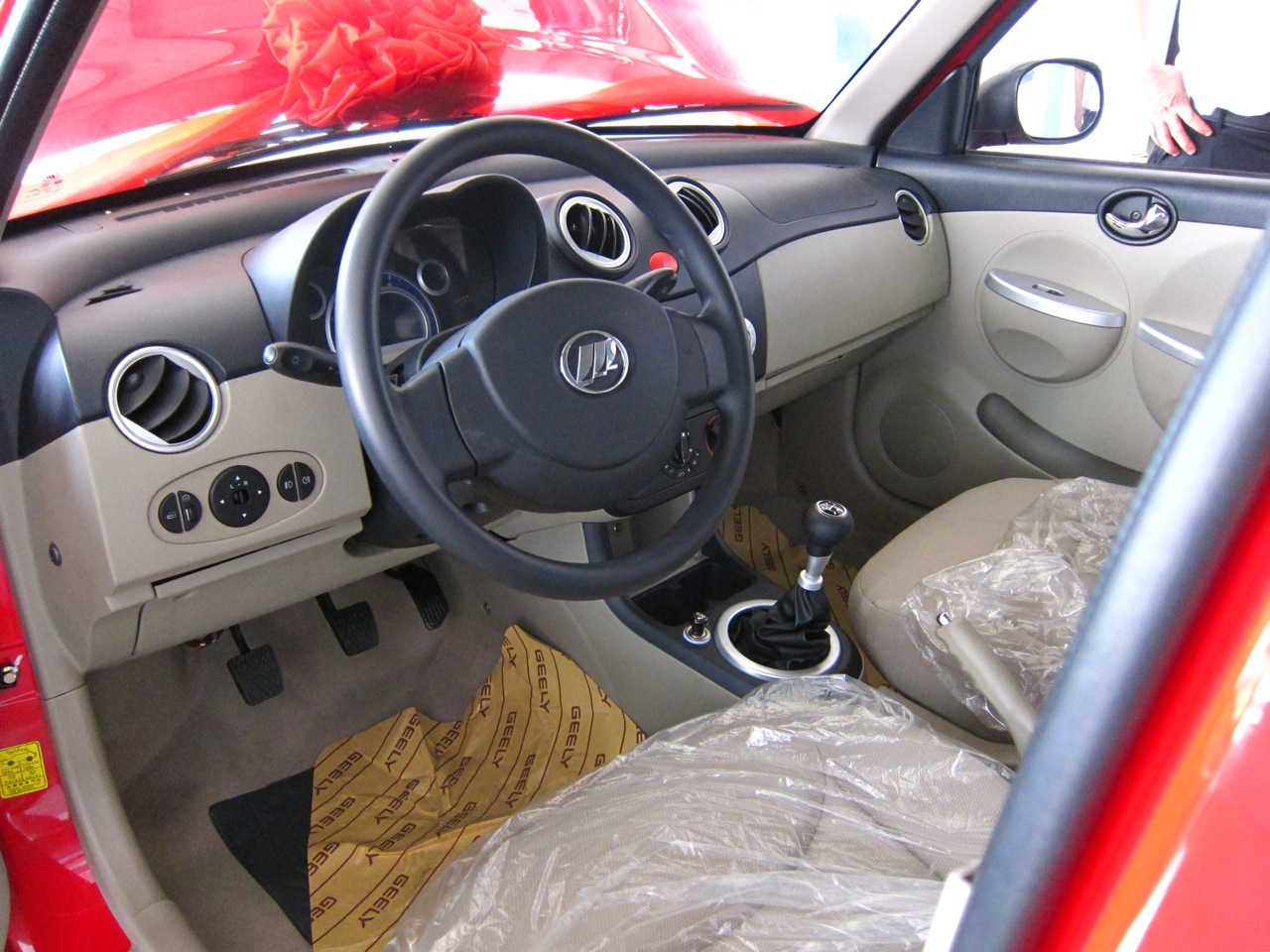
2010 Lifan 320 - Interior.
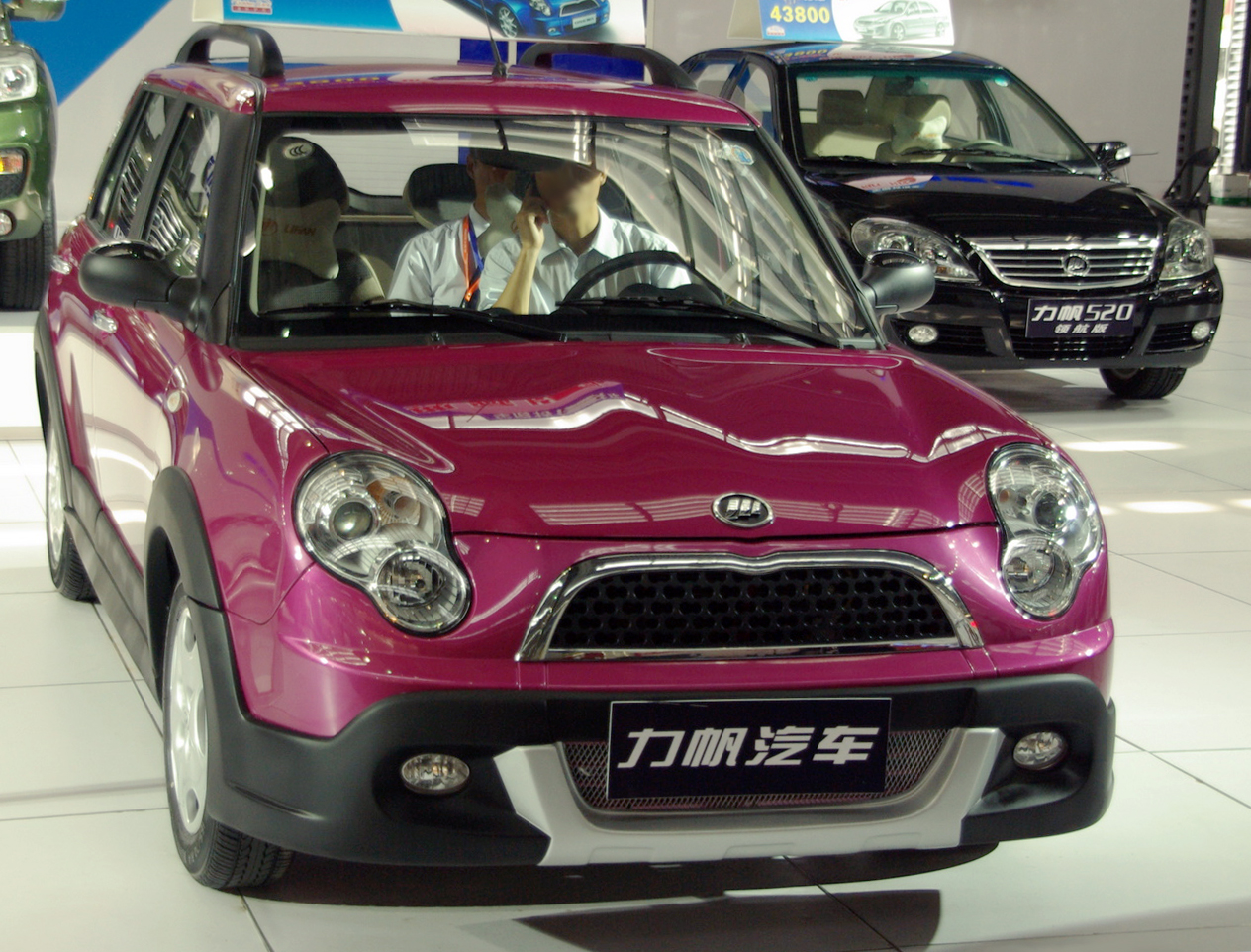
Facelift do modelo em 2011.